# Bauma del Serrat del Pont
La Bauma del Serrat del Pont és un jaciment arqueològic que està situat al municipi de Tortellà (la Garrotxa), inclòs a l'Inventari del Patrimoni Arqueològic i Paleontològic de Catalunya.
Es tracta d'un jaciment en bauma, d'uns 75 m2 amb una notable estratigrafia de 2'60 m, que conté diferents nivells d'ocupació. S'accedeix des de Montagut per la carretera que condueix a Sant Aniol d'Aguja, a l'altura del pont del Llierca un cop travessat aquest i seguint uns 150 m en direcció nord pel camí empedrat que condueix a la Font del Cosi, al marge dret del camí.
El jaciment fou descobert per Miquel Duran i Ramon Sacrest, uns afeccionats que realitzaren un sondeig d'1,5 x 1,5 m. Durant les campanyes de 2001, 2002 i 2003 els treballs d'excavació arqueològica s'han centrat en l'estrat IV, nivells arqueològics IV.1, IV.2, IV.3, IV.4 i IV.5 adscrit al període Mesolític.
- Nivell IV.1. Superfície total de 38m², presència de diverses estructures domèstiques (de sosteniment, de combustió i diverses fosses excavades).
- Nivell IV.2. Superfície aproximada de 38m² excavats. Només es documenta una estructura en fossa de reduïdes dimensions.
- Nivell IV.3. Superfície de 9m² excavats. Cap estructura documentada.
- Nivell IV.4. Superfície de 6m² excavats. Cap estructura documentada.
- Nivell IV.5. Superfície de 2,5m² excavats. Cap estructura documentada. Presència de restes carbonoses i de dos rierencs de certes dimensions.

L'estudi de les restes faunístiques dels nivells mesolítics de la Bauma del Serrat del Pont indiquen una important activitat de cacera com a base de la dieta humana del grup que ocupava aquest abric. Les espècies millor documentades són els mamífers de mida mitjana (cérvol, porc senglar, cabra salvatge i cabirol), seguides dels petits carnívors (guilla, teixó i marta), aus i tortugues terrestres. Destaca l'abandonament de la cacera de mamífers de talla gran (ur, cavall), tan àmpliament documents en moments anteriors del Paleolític, passant a un cacera diversificada d'animals de talla més petita en la qual es pot apreciar un estret control de l'edat i del sexe de les preses caçades per tal de no esgotar les seves possibilitats de reproducció.